# وذرف
وذرف (به عربی: وذرف) یک منطقهٔ مسکونی در تونس است که در استان قابس واقع شده‌است. وذرف ۹٬۰۵۸ نفر جمعیت دارد.